# 쿠르트 게오르크 키징거
쿠르트 게오르크 키징거(독일어: Kurt Georg Kiesinger, 독일어 발음: [ˈkʊʁt ˈɡeːɔʁk ˈkiːzɪŋɐ], 1904년 4월 6일 ~ 1988년 3월 9일)는 3대 독일연방공화국 총리 (1966년 12월 1일 ~ 1969년 10월 21일)를 지낸 독일의 정치인이였다. 총리가 되기 전에 그는 1958년부터 1966년까지 바덴뷔르템베르크 주총리와 1962년부터 1963년까지 독일 연방의회의 회장을 지냈다. 그는 1967년부터 1971년까지 독일 기독교민주연합의 의장이였다.
키징거는 법학을 전공하여 1935년부터 1940년까지 베를린에서 변호사로 일하였다. 징병제를 피하는 데 그는 1940년 독일 외무부에서 직업을 찾았고, 외무부의 방송국의 부장이 되었다. 외무부에서 자신의 근무 동안 그는 자신의 반나치 태도로 2명의 동료들에 의하여 고발되었다. 그럼에 불구하고, 1933년 그는 나치당에 입당하였으나 크게 무활동적인 당원으로 남아있었다. 1946년 그는 기독교 기독교민주연합의 당원이 되었다. 그는 1949년 하원으로 선출되어 1958년까지, 그리고 1969년부터 1980년까지 하원 의원이었다. 그는 바덴뷔르템베르크 주총리를 지내는 데 8년간 연방 정치를 떠났고,이어서 빌리 브란트의 독일 사회민주당과 대연정을 형성하여 총리가 되었다.
그는 뛰어난 연설자와 중개인으로서 숙고되었고, "설득력이 있는 자"로 별명이 붙었다. 그는 시집과 다양한 책들의 저자였고, 바덴뷔르템베르크 주총리로서 콘스탄츠 대학교와 울름 대학교를 창립하였다.

## 어린 시절과 전시 활동
뷔르템베르크 왕국 에빙겐에서 태어난 키징거는 베를린에서 법학을 전공하여 거기서 1935년부터 1940년까지 변호사로 일하였다. 학생으로서 그는 카르텔베르반트 K.St.V 알라만니아 튀빙겐과 악사니아-부르군디아 베를린에 가입하였다. 1933년 2월 그는 나치당의 당원이 되었으나 크게 무활동적으로 남아있었다. 1940년 그는 무장했으나 독일 외무부의 방송국에서 직업을 찾으면서 징병제를 피하여 1943년부터 1945년까지 방송국의 부장과 대중계몽선전국가부와 연락인이 되는 데 빠르게 승진하였다. 전쟁이 끝난 후, 그는 억류되어 질못된 정체의 경우로서 석방되기 전에 루트비히스부르크 수용소에서 18개월을 보냈다.
1966년 논쟁들이 일어난 동안 슈피겔 잡지는 패배주의를 전파한다고 주장된 키징거를 포함한 음모를 2명의 동료들이 친위대 대장 하인리히 힘러에게 고발한 것에 1944년 11월 7일로 올라가는 각서를 발굴하였다. 그들은 키징거를 그의 방송국 안에서 반유대주의 활동들을 방해한 것으로 고발하였다.

## 초기 정치 경력
키징거는 1946년 독일 기독교민주연합에 입당하였다. 1946년부터 그는 법학 학생들에게 과외를 가르쳤고, 1948년 그는 변호사로서 자신의 실행을 다시 시작하였다. 1947년 그는 또한 뷔르템베르크-호헨촐레른에서 기독교민주연합의 무급 사무국장이 되었다.
1949년 연방 선거에서 그는 하원으로 선출되었다. 1951년 그는 기독교민주연합 이사회의 일원이 되었다. 그 시간 동안 그는 외무 정세의 자신의 상세한 상식은 물론 자신의 수사적 탁월함으로 알려지게 되었다. 하지만 기독교민주연합의 의회 파벌 안에서 자신이 즐긴 인정에 불구하고, 그는 다양한 내각 개조들이 있던 동안 넘겨졌다. 결과로서 그는 연방 정치에서 주 정치로 전향하였다.

## 바덴뷔르템베르크 주총리
1958년 12월 17일 키징거는 바덴뷔르템베르크주의 주총리가 되어 1966년 12월 1일까지 지냈다. 주총리로서 그는 콘스탄츠 대학교와 울름 대학교를 창립하였다.

## 총리 재임

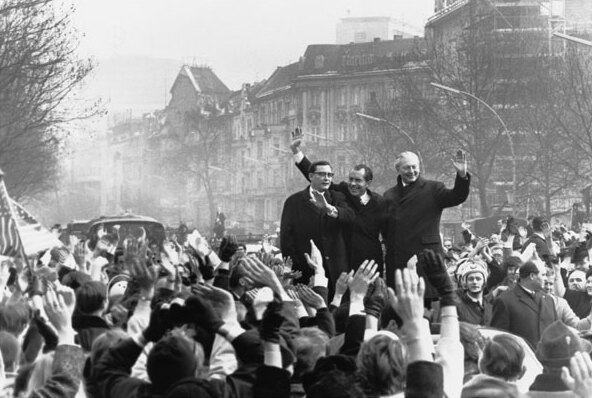
서베를린에서 닉슨 대통령과 함께

1966년 존재하는 우니온-자유민주당 연정의 몰락에 이어 키징거는 총리로서 루트비히 에르하르트를 대체하는 데 선출되어 새로운 우니온/독일 사회민주당 동맹을 지휘하였다. 정부는 사회민주당의 당수 빌리 브란트를 부총리와 외무장관으로서 함께 거의 3년 동안 키징거가 권력에 남아있으면서 형성되었다. 키징거는 동구권과 긴장들을 줄여 체코슬로바키아, 루마니아와 유고슬라비아와 외교 관계를 설립하였으나 아무 주요 화해의 움직임을 반대하였다. 1967년 연금 보장이 의무적 회원직을 위한 소득 상한의 폐지를 통하여 연장되었다. 교육에서는 합동 기획위원회를 통하여 교육 계획에서 주들과 함께 연루되는 데 1969년의 헌법 개혁이 연방 정부에 권한을 부여했던 동안 대학 건설 프로그램과 함께 학생 보조금이 소개되었다. 실업 보험의 재결성이 재훈련 계획, 서비스와 직업 창조 장소들을 상담 및 조언을 흥행한 동안 전문 훈련 법률 제정이 또한 소개되었다. 추가로 1969년의 "Lohnfortzahlunggesetz" 아래 고용인들은 질병의 첫 6주를 위한 종업원들의 전체 임금을 지불해야 했다. 그해 8월 특정 기준에 따라 이익이 없었던 농장들을 양도할 의향이 있던 농부들을 위한 높은 특별 연금이 소개되었다.
역사가 토니 주트는 하인리히 뤼프케의 대통령직같이 키징거의 총리직이 그들의 이전 나치 충성들의 견해에서 "봅 공화국의 자상에 눈에 띄는 모순"을 보인 것을 관찰하였다. 총리로서 그의 낮은 포인트들 중의 하나는 남편 사르주 클라르스펠드와 함께 나치 전범들에 대항하는 캠페인을 벌인 나치 탐구자 베아테 클라르스펠드가 키징거에게 나치로 부른 동안 1968년 기독교 민주연합 집회가 열리면서 공공연하게 그의 얼굴을 때렸을 때 있었다. 독일어로 "Kiesinger! Nazi! Abtreten!" (키징거! 나치! 물러나라!)이라고 말했던 그녀의 말들을 되풀이한 2명의 수위들에 의하여 방의 밖으로 끌려간 동안 그녀는 프랑스어로 그렇게 하였다. 자신의 왼쪽 빰을 잡은 키징거는 대답하지 않았다. 자신의 사망까지 그는 사건에 대한 논평에 거부하였고, 다른 기회들에 그는 베르마흐트에 의한 자신의 1940년 징병을 피하려고 독일 외무부와 합류했다고 인정하였어도 자신이 1933년 나치당에 가입하면서 자신이 기회적으로 지내온 것을 명쾌하게 부인하였다. 다른 현저한 비판들은 작가들 하인리히 뵐과 1966년 키징거에게 총리직을 받아들이지 않도록 몰아낸 공개 편지를 쓴 귄터 그라스를 포함하였다.

## 이후의 세월
1969년 선거 후에 사회민주당은 오히려 자유민주당과 연정을 형성하는 것을 좋아하여 중단되지 않은 기독교 민주연합 총리들의 전후 지배를 끝냈다. 키징거는 빌리 브란트에 의하여 총리로서 계승되었다. 키징거는 1971년 7월까지 반대에 지속적으로 우니온의 우두머리를 맡고 1980년까지 하원 의원으로 남아있었다. 그의 회고록들 중에 1부 (어둡고 밝은 세월들) 만이 완성되어 1958년까지 세월들을 덮었다. 1988년 3월 9일 자신의 84세 생일 4주 전에 튀빙겐에서 사망하였다. 슈투트가르트의 장크트에베르하르트 교회에서 레퀴엠 미사가 있던 후, 그의 장례 철자는 나치당에서 그의 전 당원직이 기억될 것을 원했던 항의자들 (주로 학생들)에 의하여 따라졌다.

## 참고 문헌
- 《이야기 독일사》- 박래식 지음, 청아출판사